# Терёшкин, Олег Викторович
Олег Викторович Терёшкин (11 июня 1971, Свердловск-45, Свердловская область — 18 апреля 1995, в районе с. Бамут, Чечня) — прапорщик, заместитель командира взвода отряда специального назначения «Росич» (Северо-Кавказское региональное командование ВВ МВД России), Герой Российской Федерации.

## Биография
Окончил школу № 72 и СПТУ-78 в городе Свердловск-45 по специальности «техник-механик». Срочную службу проходил в отряде специального назначения «Витязь» внутренних войск МВД СССР. После увольнения в запас работал инспектором пожарной части в родном городе. Женился, родилась дочь.
В 1994 году поступил на службу во внутренние войска — стал прапорщиком, заместителем командира взвода в отряде специального назначения «Росич» 100-й дивизии оперативного назначения Северо-Кавказского округа внутренних войск. В составе отряда принимал участие в боевых действиях первой чеченской кампании.
В апреле 1995 года принимал участие в боях за село Бамут, в 40 километрах к юго-западу от Грозного. 18 апреля отряд «Росич» штурмовал Лысую гору — господствующую высоту в окрестностях Бамута. Преодолев крутые склоны, отряд закрепился на высоте и надёжно прикрыл левый фланг наступающей бригады, ведя бой с превосходящими силами бандитов. В бою прапорщик Терёшкин был тяжело ранен. Скончался по дороге в госпиталь. Похоронен на Старом кладбище города Лесного.

## Награды
- Медаль «Золотая Звезда» Героя Российской Федерации (20 июля 1996, посмертно, указ № 1065)

## Память

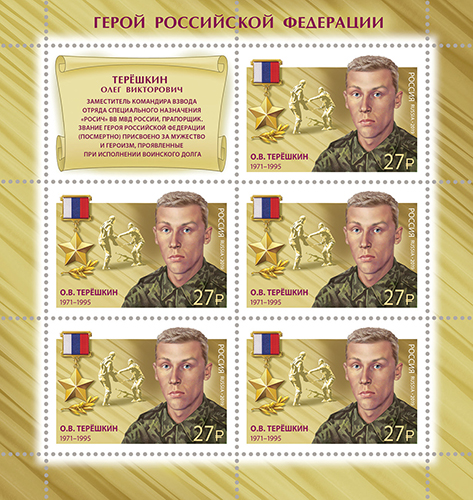

- О. В. Терёшкин навечно зачислен в списки отряда специального назначения «Росич» (приказ министра внутренних дел России от 22 августа 1997 года).
- Полипрофильному техникуму в Лесном присвоено имя Терешкина. 18 июня 2012 года на здании техникума была открыта мемориальная доска.
- В пожарной части города Лесной создан мемориал в честь О. В. Терешкина.
- 22 сентября 2019 года почтой России была выпущена почтовая марка из серии «Герой Российской Федерации» с изображением О. В. Терёшкина. К выпуску марки также были подготовлены конверты первого дня и штемпеля специального гашения для Москвы и Санкт-Петербурга.